# Tercera División de Nicaragua 2011
La Tercera División de Nicaragua 2011 fue la edición 2011 de la tercera y última categoría de los torneos de fútbol organizados por la Federación Nicaragüense de fútbol. Los dos finalistas del torneo ascendieron a la Segunda División de Nicaragua.

## Formato
- Fase de grupos: los ocho clubes se dividieron en dos grupos de cuatro. Se enfrentaron dos veces a cada uno de sus compañeros de grupo. Los dos mejores de cada grupo calificaron a semifinales.
- Semifinal: los cuatro equipos sobrevivientes se enfrentaron cruzados, los líderes de grupo contra los segundos lugares del grupo opuesto.
- Final: los dos ganadores se enfrentaron y el ganador fue Campeón Nacional de Tercera División. Los dos finalistas ascendieron a Segunda División.

## Equipos participantes
| Equipo               | Departamento | Ciudad   | Estadio              |
| -------------------- | ------------ | -------- | -------------------- |
| Boaco Fútbol Club    | Boaco        | Boaco    | Ernesto Incer        |
| Brumas de Jinotega   | Jinotega     | Jinotega | Polideportivo        |
| Deportivo Martínez   | Managua      | Managua  | Cranshaw             |
| Mina Fútbol Club     | León         | León     | Mina Limón           |
| Nandasmo Fútbol Club | Masaya       | Nandasmo | Campo Cafetal        |
| Novatos de Tipitapa  | Managua      | Tipitapa | La Villa             |
| Real San Luis        | Matagalpa    | Sebaco   | Municipal de Béisbol |
| San Francisco        | Carazo       | Diriamba | Escuela de Talentos  |

## Fase de grupos

### Grupo A
| Equipo              | Pts | PJ | PG | PE | PP | GF | GC | Dif |
| ------------------- | --- | -- | -- | -- | -- | -- | -- | --- |
| Brumas de Jinotega  | 15  | 6  | 5  | 0  | 1  | 12 | 5  | 7   |
| Mina                | 10  | 6  | 3  | 1  | 2  | 11 | 9  | 2   |
| Boaco               | 6   | 5  | 2  | 0  | 3  | 9  | 7  | 2   |
| Novatos de Tipitapa | 1   | 5  | 0  | 1  | 4  | 6  | 17 | -11 |

### Grupo B
| Equipo             | Pts | PJ | PG | PE | PP | GF | GC | Dif |
| ------------------ | --- | -- | -- | -- | -- | -- | -- | --- |
| San Francisco      | 14  | 6  | 4  | 2  | 0  | 29 | 7  | 22  |
| Nandasmo           | 8   | 6  | 2  | 2  | 2  | 10 | 15 | -5  |
| Deportivo Martínez | 6   | 6  | 2  | 0  | 4  | 9  | 15 | -6  |
| Real San Luis      | 5   | 6  | 1  | 2  | 3  | 11 | 22 | -11 |

## Fases Finales
|  | Semifinales        | Semifinales     | Semifinales     |   |                    | Final            | Final            | Final            |  |
|  | 3 y 10 de julio    | 3 y 10 de julio | 3 y 10 de julio |   |                    | 17 y 24 de julio | 17 y 24 de julio | 17 y 24 de julio |  |
|  |                    |                 |                 |   |                    |                  |                  |                  |  |
|  |                    |                 |                 |   |                    |                  |                  |                  |  |
|  | Brumas de Jinotega | 1               | 2               |   |                    |                  |                  |                  |  |
|  | Brumas de Jinotega | 1               | 2               |   |                    |                  |                  |                  |  |
|  | Nandasmo           | 3               | 0               |   |                    |                  |                  |                  |  |
|  | Nandasmo           | 3               | 0               |   | Brumas de Jinotega | 0                | 1                |                  |  |
|  |                    |                 |                 |   | Brumas de Jinotega | 0                | 1                |                  |  |
|  |                    |                 | San Francisco   | 3 | 3                  |                  |                  |                  |  |
|  | San Francisco      | 1               | San Francisco   | 3 | 3                  | 3                |                  |                  |  |
|  | San Francisco      | 1               |                 |   |                    | 3                |                  |                  |  |
|  | Mina               | 1               | 1               |   |                    |                  |                  |                  |  |
|  | Mina               | 1               | 1               |   |                    |                  |                  |                  |  |
|  |                    |                 |                 |   |                    |                  |                  |                  |  |

| Nicaragua                                          |
| Campeón Nacional de Tercera División San Francisco |

| Nicaragua                                     | Nicaragua                                |
| Ascenso a Segunda División Brumas de Jinotega | Ascenso a Segunda División San Francisco |

Semifinales
| 3 de julio | Nandasmo                                             | 3-1 | Brumas de Jinotega |  |  |
|            | José Fuentes 18' · Emigdio Arias 61' · José Blas 81' |     | Saúl Bustamante 4' |  |  |

| 10 de julio | Brumas de Jinotega | 2-0 | Nandasmo |  |  |
|             | Juan Rivera 2' 66' |     |          |  |  |

| 3 de julio | Mina                     | 1-1 | San Francisco       |  |  |
|            | Lunderdolf Escalante 65' |     | Rommel Portillo 25' |  |  |

| 10 de julio | San Francisco                                              | 3-1 | Mina               |  |  |
|             | Lennín Sánchez 40' · Cuhendis Pérez 45+' · Gerald Peña 85' |     | Moisés Blandón 65' |  |  |

Final
| 17 de julio | Brumas de Jinotega | 0-3 | San Francisco                                | Estadio Municipal de Béisbol de Jinotega, Jinotega |                         |
|             |                    |     | Rommel Portillo 61' 69' · Róger Barahona 86' | Árbitro(s): Jorge Ojeda                            | Árbitro(s): Jorge Ojeda |

| 24 de julio | San Francisco                                             | 3-1 | Brumas de Jinotega    | Estadio Reynaldo Molina, Diriamba |  |
|             | Gerald Peña 6' · Lenín Sánchez 32' · Donald Rodríguez 58' |     | Elveliézer Medina 34' |                                   |  |